# Gaspard Poncet
Pour les articles homonymes, voir Poncet.
Gaspard Poncet, né le 14 novembre 1820 à Oullins (Rhône), et mort dans le 5e arrondissement de Lyon le 19 novembre 1892, est un peintre français.

## Biographie
On connaît peu de choses de sa biographie hormis celles citées par Auguste Bleton dans sa nécrologie parue dans la Revue du siècle littéraire et artistique de 1893.
De sa vie familiale, on retient qu'il est fils d'artisan et qu'il est resté célibataire.
De sa vie d'artiste, on apprend qu'il est peintre religieux mais que son caractère désintéressé financièrement ne l'encourage pas à terminer toutes les commandes.
Il dessine des cartons destinés aux fabricants de vitraux et de mosaïques qui ornent de nombreux édifices religieux lyonnais comme la chapelle Saint Loup de l'Île Barbe, la crypte de Saint Nizier, le caveau de Saint Pothin, l'Antiquaille ou la basilique de Fourvière. Il compose des sujets de médaillon entrant dans la composition des pièces d'orfèvrerie de la maison Armand Caillat. 

## Œuvres dans les collections publiques
- Dessins pour les mosaïques des cryptes de l'église Saint-Nizier de Lyon et de l'Antiquaille ;
- peintures de la chapelle Saint-Loup de l'Île Barbe ;
- peintures(chemin de croix) de la chapelle Saint-Joseph de Caluire-et-Cuire ;
- vitraux du chœur et mosaïques de la voûte de la basilique Notre-Dame de Fourvière ;